# Königsliste
Als Königsliste werden historische Annalen bezeichnet, die Herrscher einer bestimmten Epoche oder eines bestimmten Landes auflisten. Königslisten existieren beispielsweise in Form von Papyri, Tontafeln oder -quadern oder auf Tempelwänden.
Fünf altägyptische Listen verzeichnen Könige zum Teil mit ihrer Regierungszeit und nach Dynastien geordnet. Dennoch sind keine vollständigen Königslisten aus dem alten Ägypten erhalten geblieben. Aus Vorderasien kennt man Keilschrift-Texte, welche die sumerischen sowie die babylonisch-assyrischen Herrscher mit den Herrschaftsorten und der Regierungszeit nennen und bedeutende Ereignisse und die Namen hoher Beamter erwähnen. Ihre Daten sind – abgesehen von den Regierungszeiten vor der Sintflut, der erste König Alulim regierte angeblich 28.000 Jahre, – zuverlässig.
Während die in Sanskrit verfassten indischen Puranas teilweise erfunden sind, sind die Herrscherbiographien der 24 Dynastiegeschichten aus China in Chronologie und Vollständigkeit mit den Königslisten Ägyptens und Vorderasiens vergleichbar.

## Königslisten zum Altertum

### Altes Ägypten
- Königspapyrus Turin
- Königsliste von Abydos (Sethos I.)
- Königsliste von Abydos (Ramses II.)
- Königsliste von Sakkara
- Königsliste von Karnak

### Mesopotamien
- Sumerische Königsliste
- Babylonische Königsliste
- Assyrische Königsliste

### Indien
- Puranas

### China
- 24 Dynastiegeschichten
  - Shiji
  - Han Shu